# 화랑의식

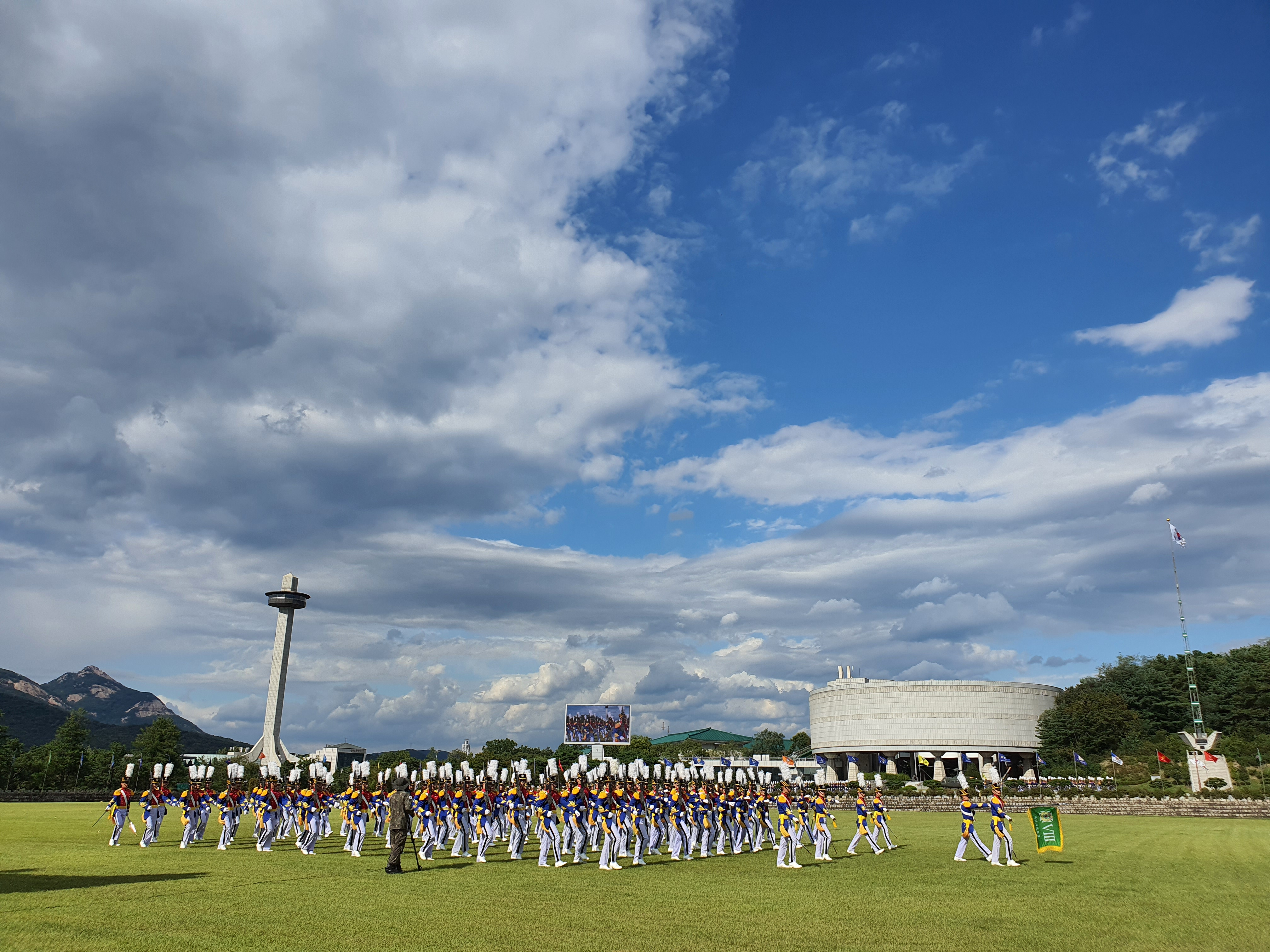
화랑의식 간 생도들이 분열을 하며 사열대를 지나가는 모습이다.

화랑의식은 육군사관학교 생도들이 지난 일주일간의 생활을 반성하며, 다음 한 주의 생활에 대한 결의를 새롭게 하는 의식행사이다.

## 역사
화랑의식은 1952년 육사 초창기부터 실시된 이래 특별한 명칭을 사용하지 않고 ‘분열식’으로 불리며 1968년까지 이어져 오다가, 1969년에 ‘특기식’으로 명칭을 제정하여 현재의 화랑의식과 유사하게 진행해왔다.
이러한 생도들만의 독특한 의식은 옛 화랑의 구국정신을 계승한다는 의미에서 ‘화랑의식’으로 계정되어 불리고 있다.

## 의의
생도들은 화랑연병장에서 예복을 착용하고 경건한 자세로 지난 일주일간의 생활을 반성하며, 다음 한 주의 생활에 만전을 기하기 위한 지휘 근무생도의 지시 사항을 듣고 결의를 새롭게 하는 의식행사를 진행한다.
화랑의식은 학교를 방문하는 국민들에게 생도들의 절제되고 패기 있는 모습을 통해 육사와 군에 대한 신뢰를 제고하는 기회가 되고 있다.

## 절차
명예제언, 사관생도 신조 및 도덕률 제창, 집총제식, 지휘근무생도 주간결산, 교가 제창, 분열 순서로 진행된다.

### 명예제언
명예제언은 명예위원장 생도가 사관생도들이 추구하는 가장 숭고한 가치인 명예심을 고양시키기 위해 실시하는 의식이다.

### 사관생도 신조 및 도덕률 제창
| 사관생도 신조                                              |
| ---------------------------------------------------------- |
| 하나, 우리는 국가와 국민을 위하여 생명을 바친다.           |
| 둘, 우리는 언제나 명예와 신의 속에 산다.                   |
| 셋, 우리는 안일한 불의의 길보다 험난한 정의의 길을 택한다. |

| 사관생도 도덕률                                    |
| -------------------------------------------------- |
| 하나, 사관생도는 진실만을 말한다.                  |
| 둘, 사관생도의 행동은 언제나 공명정대하다.         |
| 셋, 사관생도의 언행은 언제나 일치한다.             |
| 넷, 사관생도는 부당한 이득을 취하지 않는다.        |
| 다섯, 사관생도는 자신의 언행에 대하여 책임을 진다. |

### 집총제식
우로 어깨 총, 좌로 어깨 총, 앞에 총, 세워 총 순서로 진행된다.

### 지휘근무생도 주간결산
주간결산과 여단장 생도에 의한 여단생활 중점 하달이 이루어진다.

### 교가 제창
|      | 육군사관학교 교가 |
| ---- | --- |
| 1절  | 동해수 구비 감아 금수 내 조국 유구 푸른 그 슬기 빛발을 돋혀 풍진노도 헤쳐 나갈 배움의 전당 무쇠같이 뭉치어진 육사 불꽃은 모진 역사 역력히 은보래 치리 |
| 2절  | 아사달 기리 누려 여기 반만년 변함없는 그 기상 하늘을 내쳐 천추만리 바람결에 이야기 하리 백사 고쳐 쓰러져도 육사혼이야 가고 오지 않으리 오질 않으리    |
| 후렴 | 아아 영용 영용 이제도 앞에도 한결 같아라 온누리 소리 모아 부르네 그 이름 그 이름 우리 육사                                                            |

### 분열
분열은 사열식이 끝나고 사열대 앞을 지나가면서 예를 표하는 행위이다.
화랑의식 간 분열 행사는 1중대부터 8중대까지 중대 건제로 진행된다.
생도들은 분열 간 우로 어깨 총 상태를 유지한 채 자신의 왼 주먹을 눈 높이까지 올리며 예를 표한다.
1. ↑  “육군사관학교 홈페이지”. 2020년 10월 18일에 원본 문서에서 보존된 문서. 2021년 4월 14일에 확인함.
2. ↑  “육군사관학교 홈페이지”. 2020년 10월 18일에 원본 문서에서 보존된 문서. 2021년 4월 14일에 확인함.